# الیکایی ساده
الیکایی ساده (به انگلیسی: Plain Wren) (نام علمی: Cantorchilus modestus) پرنده‌ای از راستهٔ گنجشک‌سانان و تیرهٔ الیکاییان است که در بلیز، کاستاریکا، السالوادور، گواتمالا، هندوراس، مکزیک، نیکاراگوئه و پاناما یافت می‌شود. زیستگاه طبیعی این پرنده جنگل‌های خشک نیمه‌گرمسیری یا گرمسیری، جنگل‌های جلگه‌ای نمناک نیمه‌گرمسیری یا گرمسیری یا جنگل‌های پیشین تخریب شده‌است.